# Einrohrheizung

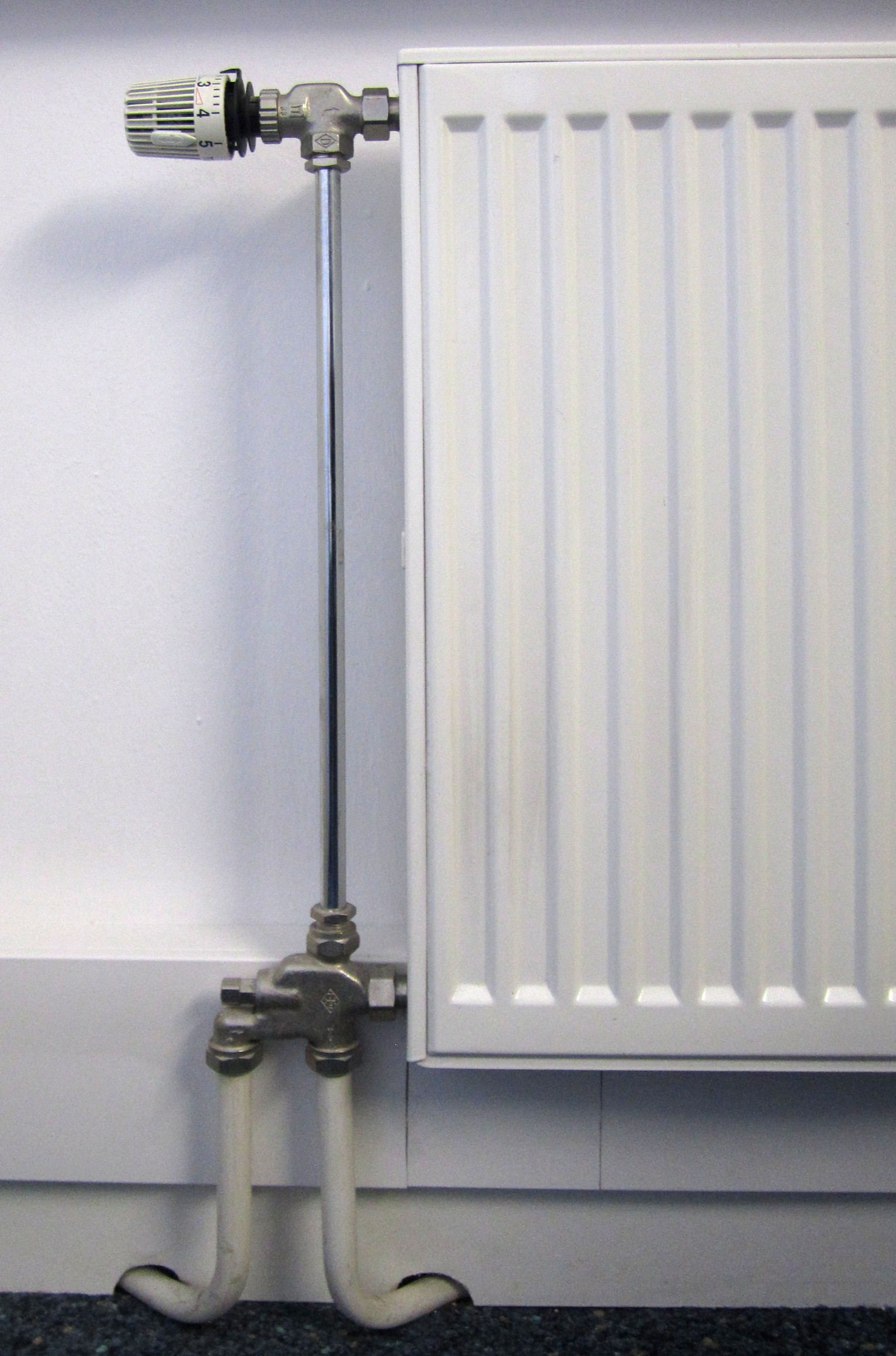
Typischer Anschluss einer Einrohrheizung

Eine Einrohrheizung ist eine Warmwasserheizung, bei der die Heizkörper in einer Ringleitung der Reihe nach mit Warmwasser durchströmt bzw. beliefert werden.
In Deutschland gibt es schätzungsweise 1,5 Millionen Einrohrheizungen, sowohl in Einfamilien- als auch in Mehrfamilienhäusern. Der Großteil wurde in den Jahren 1975 bis 1985 verbaut.

## Arbeitsprinzip
Der Wasserumlauf wird durch eine Umwälzpumpe bewirkt, die durch die notwendige Druckdifferenz alle Widerstände im Heizwasserkreislauf überwindet. In ihrer einfachsten Bauart als Einrohrsystem mit Reihenschaltung werden die Heizkörper der Reihe nach durchströmt, ohne dass an ihnen eine Regulierung vorgenommen werden kann. Verbesserte Einrohrsysteme verfügen über Abzweigungen, an denen die einzelnen Heizkörper separat als hydraulische Parallelschaltung angeschlossen sind und die einzeln reguliert werden können. Für beide Bauarten kann die Rohrführung sowohl in senkrechter als auch in waagerechter Ausführung erfolgen.
Der Wärmeausdehnung des Wassers kann durch ein offenes Ausdehnungsgefäß oder ein geschlossenes Membrangefäß begegnet werden. Der fortschreitenden Verringerung der Heizwassertemperatur an den Heizkörpern, die sich in der Reihenfolge der Durchströmung nachgeordnet befinden, ist mit zunehmender Heizkörperfläche zu begegnen, um den entsprechenden Wärmebedarf der zu beheizenden Räume zu decken – je weiter der Heizkörper vom Heizkessel entfernt ist, desto größer muss seine Oberfläche sein.

### Vor- und Nachteile
Wegen ihrer geringen thermischen Trägheit heizen Einrohrsysteme schnell auf. Darüber hinaus sind sie wegen ihres einfachen Aufbaus günstiger bei der Beschaffung und Verlegung des Rohrnetzes.
Wegen der zu betreibenden Pumpe besteht eine generelle Abhängigkeit der Einrohrheizung von der Stromversorgung. Zudem wirken sich Störungen in einem Heizkörper im ganzen Heizungssystem aus. Ein weiterer Nachteil ist, dass auch der gewollte Eingriff in einen Heizkörper (z. B. Abschaltvorgänge) Auswirkungen auf alle weiteren hat.
Da während der Heizperiode alle Rohrleitungen ständig vom Heizwasser durchströmt werden, tritt während dieses Zeitraumes auch ständig eine Wärmeabgabe auf. Bei zu hoch gewählter Vorlauftemperatur kann durch die Wärmeabgabe der Rohrleitungen allein der gesamte Wärmebedarf des Gebäudes gedeckt werden. Die Heizung ist dann über Thermostatventile nicht mehr sinnvoll regelbar. Daher sind ein sauberer hydraulischer Abgleich und eine korrekte Einstellung der Vorlauftemperatur unbedingt erforderlich.
In Heizungssystemen mit Parallelschaltung (verwirklicht als sog. Bypässe) kommt es auch bei nicht gegebener Wärmeabnahme (geschlossenen Heizkörperventilen) zu permanenter Heizwasserströmung. Dies ist nicht nur eine Verschwendung von Pumpenstrom, sondern führt auch Heizwasser aus dem Vorlauf unabgekühlt in den Rücklauf und vermindert so die Spreizung der Wassertemperatur, was u. a. zu einer schlechteren Wärmeabnahme am Heizkessel führt.
Durch die hohe Rücklauftemperatur können moderne Wärmeerzeuger wie Brennwerttechnik und Wärmepumpen in der Regel nicht effizient eingesetzt werden. Auch selbst regelnde Heizungspumpen können meist nicht zum Einsatz kommen, da nicht optimierte Einrohrheizungen durchgehend die maximale Pumpenleistung benötigen.
Klassische Einrohrheizungen haben im Vergleich mit einer Zweirohrheizung einen thermischen Mehraufwand von etwa 20 Prozent und einen elektrischen Mehraufwand von rund 70 Prozent. Für ein durchschnittliches Einfamilienhaus entstehen so zusätzliche Kosten für Heizen und Strom von rund 350 Euro pro Jahr.
Ein weiteres Problem ergibt sich bei der Heizkostenabrechnung in Mehrfamilienhäusern: In den Wohnungen, die nahe der Heizung liegen, reicht allein die von den häufig ungedämmt verlegten Zuleitungen (mit systembedingt hoher Vorlauftemperatur) abgegebene Wärme nahezu aus, um die entsprechende Wohnung zu heizen. Bei einer Heizkostenverteilung allein mittels Heizkostenzählern an den Heizkörpern führt dies zwangsläufig zu Ungerechtigkeiten.

## Zweirohrheizung
Bei der heute meist gebräuchlichen Zweirohrheizung werden zwei Leitungen zu jedem Heizkörper verlegt, eine als Zulauf zu den Wärmeverbrauchern (Vorlauf) und eine als Rückleitung zum Wärmeerzeuger (Rücklauf).
Der Nachteil gegenüber der Einrohrheizung ist naturgemäß die höhere zu verlegende Leitungslänge. Diesem steht der wesentliche Vorteil gegenüber, dass die Durchflussmenge der Heizkörper unabhängig voneinander ist und somit an jedem die gleiche Heizleistung erreicht werden kann. Diese Einstellung geschieht durch Stellventile im Rahmen des hydraulischen Abgleichs.
Die Verlegung der zwei Leitungen kann je nach Anordnung der Räume stern- oder ringförmig oder auch in Mischformen erfolgen.

## Variante Perpendikel-Heizung
Die Perpendikel-Heizung, oder auch Umkehr-Einrohrheizung genannt, ist eine strömungstechnische Variante der Einrohrheizung. Diese spezielle Form der Einrohrheizung wurde im vergangenen Jahrhundert vor allem in Großanlagen eingesetzt, wenn z. B. im Betrieb mit Fernwärme geringe Rücklauftemperaturen gefordert wurden. Die Perpendikel-Heizung erreicht dabei niedrige Rücklauftemperaturen bei einer großen Spreizung zwischen Vor- und Rücklauf.
Bei der Umkehr-Einrohrheizung wird in regelmäßigen Abständen (z. B. alle 30 Minuten) die Durchflussrichtung des Rohrnetzes umgekehrt. Aus Vorlauf wird sozusagen der Rücklauf und wieder umgekehrt. Dadurch erhalten alle Heizkörper über einen Betrachtungszeitraum die gleichen Heizmitteltemperaturen, wobei die Schwankungen der Heizflächenleistung durch ihre Trägheit und den Ausgleich der Heizkörperthermostate kaum bemerkt werden.
Wichtig bei der Auslegung der Systemkomponenten ist, dass das am Stranganfang eingesetzte 4-Wege-Umschaltventil eine möglichst kleine Regelzeit und die speziellen Thermostatventile möglichst einen geringen Durchflusswiderstand haben. Zur Anlage gehören neben dem Umschaltventil mit Intervallumschaltung auch eine außentemperaturgesteuerte Vorlauftemperaturregelung und ein Rücklaufdurchflussbegrenzer.